# Бхотия
Бхо́тия (бхот, бхутия, бхоте, букв. — тибетцы) — название различных этнических групп тибетского происхождения или культуры в Южной Азии (южные склоны Гималаев), реже в самом Тибете. В научной литературе бхотия могут называть все народы, говорящие на языках тибетской группы тибето-бирманских языков. Наиболее часто это название используется по отношению к следующим группам:
- Бутанские бхотия (нгалоп, бутанцы) — главная этническая группа Бутана (141 тыс. чел. — 2005, оценка), живут в основном на западе страны. Близки сиккимцам и говорят на наречии того же языка — дзонг-кэ (официальный язык Бутана). Часто в понятие бхотия включают и другие тибето-бирманские группы Бутана: шарчоп (204 тыс. чел., язык — цхангла), бумтангпа (38 тыс. чел., язык — бумтанг-кэ) и др.
- Сиккимские бхотия (сиккимцы, бхутия) — основное население севера штата Сикким (Индия). Говорят на сиккимском наречии южнотибетского языка.
- Уттаракхандские бхотия — север штата Уттаракханд (Индия) и соседние районы Непала. Близки тибетцам культурно (тибетский буддизм, религия бон), но не в языковом плане (говорят на алморских и кинаури языках, относящихся к совсем другой ветви тибето-бирманских языков). Включают группы: дармия, бьянгси, рангкас (шаука), чауданси (бангбани), ронгпо, джадх, марча, толча.
- Балтистанские бхотия (балти) — восток Кашмира. Говорят на наречии балти западнотибетского языка. Близки тибетцам по языку, но не по культуре (мусульмане).
- В Непале и некоторых районах Индии (штаты Западная Бенгалия, Ассам, Уттар-Прадеш, союзная территория Ладакх) к бхотия (бхоте) относят как собственно тибетцев, живущих вдоль северной границы, так и близкие им группы северного Непала и Индии, говорящие на диалектах тибетского языка (хумла, нубри, лхоми и др.) или на близких языках тибетской группы (шерпа, тхудам, ларкье и др.).

Всего в Индии к бхотия по переписи 1991 года себя отнесли 55.483 чел., в Непале по переписи 2001 года — 19.261 чел.
По религии в основном буддисты: в Сиккиме — тантраяна, в других штатах Индии испытывают влияние индуизма. В Балтистане — мусульмане.